# Jordi III de Schlesien-Liegnitz
Jordi III de Schlesien-Liegnitz o Jordi III de Brieg (en alemany Georg III von Brieg i en polonès Jerzy III brzeski) va néixer a la ciutat polonesa de Brieg el 4 de setembre de 1611 i va morir a la mateixa ciutat el 4 de juliol de 1664. Era un noble polonès, fill del duc de Brieg Joan Cristià (1591-1639) i de Dorotea Sibil·la de Hohenzollern (1590-1625).
La invasió de les tropes imperials a Brieg, el 1633, van forçar la fugida de Joan Cristià i la seva família cap a la ciutat polonesa de Toruń, de manera que Jordi i el seu germà petit Lluís es van quedar a estudiar a l'estranger, esperant poder retornar al seu país, cosa que van poder fer l'any següent. El 1635, Ferran II va confiar a Jordi III l'administració de Brieg durant l'absència del seu pare, que mai va tornar a la seva ciutat. Dos anys després recuperaria la titularitat del ducat, la governança del qual compartiria amb els seus germans Lluís i Cristià.
Joa Cristià va morir el 1639 i Jordi III, juntament amb els seus dos germans van heretar Brieg i Oława. Després de la mort del seu oncle Rodolf Jordi el 1653, els germans hereten a més Legnica i Wolow, però, només un any després, es va decidir fer una divisió formal dels seus dominis: Jordi III conservava Brzeg, Lluís va obtenir Legnica i Cristià va rebre els petits pobles d'Oława i Wolow. Quan el seu germà Luis IV va morir sense descendència el 1663, Jordi III heretà també el ducat de Legnica.

## Matrimoni i fills
El 23 de febrer de 1638 es va casar a Bierutów amb Caterina Sofia de Münsterberg (1601-1659), filla del duc  Carles II (1545-1617) i d'Elisabet Magdalena de Brieg (1562-1630). D'aquest matrimoni en nasqué Dorotea Elisabet (1646-1691), casada amb el príncep Enric de Nassau-Dillenburg (1641-1701).
Havent enviudat, el 19 d'octubre de 1660 es va casar de nou a Brieg amb  Elisabet Carlota del Palatinat (1638-1664), filla de Lluís Felip del Palatinat (1602-1655) i de Maria Elionor de Brandenburg (1607-1675). D'aquest segons matrimoni no en tengué descendència.
Jordi III va sobreviure a la seva segona esposa només dos mesos. I com que no tenia descendència masculina, les seves terres van ser heretades pel seu únic germà supervivent, Cristià, recuperar així la unitat del ducat de Brieg.